# Спасів (Шептицький район)
Спа́сів — село в Україні, в Шептицькому районі Львівської області. Населення становить 680 осіб.

## Назва
Про походження назви села Спасів існує кілька переказів. За одним із них — перші поселенці місцевості сучасних сіл Спасова та Перв'ятич походять із східнослов'янських племен в'ятичів. В'ятичі поселилися в урочищі на схід від теперішнього села. Цю місцевість називали Боженкою (тепер Бужанка). Посілість в'ятичів згодом зруйнувала татарська орда. Тоді нащадки в'ятичів переселилися, ймовірно, дещо далі на захід до річки та болота, де росли очерет та лоза. Чужинецькі наїзники часто приходили за здобиччю. Від них селяни рятувалися у недоступних болотах — спасалися. Від цього пішла назва річки Спасівка, а потім і село — Спасів.
Ще один переказ розповідає, що в давні часи поселення було розташоване на схід від сучасного Спасова і називалося Рогалин, а від нього на південь, до лісу, в напрямку Чорного палю були зроблені рукотворні земляні насипи по обидва боки дороги (зберігаються донині). Біля Чорного палю стояв на чатах вартовий, який сповіщав селян про наближення ординців. Тоді, на шляху в напрямку Чорного палю поселенці Рогалина непоміченими добиралися до лісу, у якому спасалися від татарського нападу. Згодом на ознаменування цієї події поселення назвали Спасів.

## Історія
У Спасові виявлено сліди поселень кінця епохи ранньої бронзи і залишки майстерні крем'яного знаряддя культури шнурової кераміки (ІІІ тис. до н.е.), а в урочищі  — поселення періоду раннього заліза (поморської культури IV ст. до н.е.). У 1930-х знайдений кремінний молоток зразкової обробки та інші керамічні вироби.
Перша згадка про Спасів сягає XV ст. і припадає на 1426 рік.
У селі був знайдений скарб, в якому налічувалися 1052 гроші короля Вацлава IV.
Як повідомляє архівний документ, 17 травня 1648 року, під час національно-визвольної війни 1648 – 1657рр. українського народу під проводом Богдана Хмельницького, селяни Спасова та сусідніх сіл Тартакова, Перв'ятич і Копитова вчинили напад на маєтки поміщика зі с. Ляшки (тепер Залижня). Після повстання польське шляхетське військо жорстоко розправилося з повсталими селянами.
Всі поміщицькі маєтки Казимира Потоцького в селах Спасів, Перв'ятичі, Тартаків і інші в 1702 році були поділені між його спадкоємцями. В 1854 р. маєток в Спасові належав поміщикові Симеону Шимановському.

### Польська республіка(1918–1939)
У 20-х роках XX ст. громадські діячі, члени товариств «Просвіта», «Відродження» організували споживчу кооперацію під назвою «Любов». Кооператив знаходився поряд церкви в громадському будинку, який у 30-х роках розібрали.
Мешканці Спасова, бійці УГА, учасники українсько-польської війни (1918–1919):
- Братко Павло — стрілець УГА. Обставини, дата загибелі і місце поховання невідомі;
- Буцко Степан Іванович — стрілець УГА. Загинув у бою з поляками;
- Дещиця Лесько — стрілець УГА. Загинув у бою з поляками у с. Ощів Грубешівського повіту, Польща;
- Загурський Петро — стрілець УГА. Обставини, дата загибелі і місце поховання невідомі;
- Іванчук Максим — стрілець УГА. Обставини, дата загибелі і місце поховання невідомі;
- Каліновський К. — стрілець УГА. Обставини, дата загибелі і місце поховання невідомі;
- Квятковський Корнило — стрілець УГА. Обставини, дата загибелі і місце поховання невідомі;
- Ковальчук Левко — стрілець УГА. Обставини, дата загибелі і місце поховання невідомі;
- Очабрук Григорій Миколайович (1897 – † 1932) — стрілець УГА. Засуджений на 15 р. польською владою у 1928 р. Помер у 1932 р. в тюрмі;
- Прокопчук Іван (1901 – † 1980) ― стрілець УГА. У 1918–1920 рр. воював проти поляків, більшовиків, денікінців. Прjтягом року перебував у польському таборі військовополонених у Домб’є. Проживав у с. Спасів. Помер у 1980 р.;
- Савчук Матвій — стрілець УГА. Обставини, дата загибелі і місце поховання невідомі;
- Ткачук Данило (1901 р.н.) — стрілець УГА. Засуджений польською владою. Помер у тюрмі.[5]

### УРСР(1939–1991)
В 1948 р. в селі почалася колективізація, її активних противників радянська влада відправляла на виправно-трудові табори Сибіру, так в період 1940–1950 рр. було заслано 50 осіб з їхніми родинами.
31 березня 1948 р. на загальних зборах села мешканці призначили головою колгоспу Боярчука Василя Антоновича, він тривалий час очолював товариство «Сільський господар», проте через непослух перед районним керівництвом, згодом, відправлений з родиною в табори Сибіру. Членами правління колгоспу обрали — Теодора Щудла, Луку Гупала, Романа Гупала, Івана Очабрука. Збори запропонували назвати колгосп «Правда» і ухвалили просити Сокальський райвиконком затвердити цю назву.
Виконком Сокальської райради депутатів трудящих самовільно змінив і затвердив назву колгоспу села Спасів ім. газети «Правда». В усіх протоколах зборів мешканців села запропонована назва колгоспу «Правда». В колективній заяві, де поіменно переписані всі мешканці села, немає жодного підпису.
В 1958 році, на основі об'єднання селян Спасова і Перв'ятич, на території Перв'ятич розмістилася центральна садиба колгоспу ім. газети «Правда», за якою закріплено 2922 гектари сільськогосподарських угідь. З об'єднанням сіл в одному колгоспі була створена єдина сільська рада з назвою «виконавчий комітет сільської Ради депутатів трудящих Перв'ятич». Головою сільської ради обиралися М.П. Дещиця, Д.В. Фігас, Г.А. Сененко, П.І. Кацьма, Л.Я. Чепіль, Р.І. Барило.
В 1950-х рр. за вказівкою партійного комітету в селі були ліквідовані стародавні пам'ятники: пам'ятник Свободи (1848 р.), релігійна фігура в центрі села. В 1992–1995 рр. їх відновили.
В 1967 році в селі було побудовано восьмирічну школу.

### ДіяльністьОУН-УПАна теренах села
З теренових вістей ВО «БУГ» УПА — Захід за 1943–1945 рр.:

- Січень 1944 р. В другій половині місяця почали копати німці окопи в північній частині Сокальщини між селами: Свитазів, Горбків, Спасів. Копають день і ніч, до роботи гонять місцеве населення. Роботу цих окопів оглядав крайсгавптман з Кам’янка–Струмилової.
- 20–21 лютого 1944 р. через Спасів, Перв'ятичі і Лещатів переїжджали німецькі військові частини.
- 12 червня 1944 р. в селах Перв'ятичі та Спасів роздали німці мужчинам, уродженим] 1909–1930 рр., картки праці до копання окопів. Населення догадується, що це чергова провокація німців, яка має за ціль всіх боєздатних мужчин забрати до німецької армії, під фронт до роботи, або в Німеччину. Німці загрозили, що як населення не послухає наказу, вони вжиють терору.
- 2 серпня 1944 р. самооборонний кущ Спасів, що ніччю стаціонував в Перв'ятичах, під час бою з більшовиками вбив більшовицького капітана жида, одного лейтенанта та полонено 5 бійців. Залапаних бійців нагодовано хлібом, салом і звільнено. Бійці після повороту до села казали, що бандерівці не б’ють зброєю, а хлібом і салом. Наступного дня приїхало військо тієї самої частини, арештувало 25 людей, з яких 20 зараз звільнено, військо тієї самої частини, 5 забрано зі собою. Цих п’ятьох людей пустили пізніше, кажучи на дорогу: “Ми пускаємо Вас, бо Ви не вбили наших бійців. Якщо б цю справу просліджувало НКВС, то ані один з Вас не вернувся б.”
- 17 серпня 1944 р. більшовики оточили в лісі Спасова самооборонні відділи під проводом вишкільника «Морського» і почали з ними бій. «Морський», сам ранений, пробився крізь перстень большевиків. Втрати по нашій стороні 17 людей (в тому числі 1 ранений), по більшовицькій около 50 трупів. Більшовики своїх вбитих і ранених забрали зараз з поля бою.
- 19 жовтня 1944 р. до с. Спасова приїхала фіра більшовиків в числі 6 бійців. Двох з них зайшли до Сороки Михайла за бакуном. В хаті застали його сина, обох забрали і відвезли до Сокаля.
- 26 жовтня 1944 р. приїхали большевики за контингентом до с. Спасова. В селі арештували поліцая Сидора Нестора і ще двох мужчин.
- 28 жовтня 1944 р. о 7 год. ранку приїхало до с. Спасова 9 автівок НКВС на облаву. Було їх всіх около 230 осіб. Приїхали з Сокаля і Радехова. Обложили село, ходили по хатах і питали за зброєю і “бандерівцями”. Шукали по ліжках та шафах, скринях, але не в кожного господаря. В деяких хатах взагалі не шукали і не говорили, за чим прийшли. Посиділи трохи і пішли. Не найшли нічого. Забрали лише кілька старих мужчин і голову сільради та від’їхали до Радехова.
- 9 грудня 1944 р. до сіл Спасів, Боб'ятин, Перв'ятичі, Лещатів і Переспа приїхало більшовицьке військо і заквартирувало в числі від 30-50 бійців на село. Ці більшовики ведуть розвідочну роботу в даних селах.
- 6 березня 1945 р. більшовики в числі около 650 людей перевели акції на с. Батятичі, Дмитрів, Топорів і Спасів. В с. Спасові стрінулись більшовики з підвідділом УПА. Під час бою втратили більшовики 2 вбитих і кількох ранених. Підвідділ втратив одного вбитого і 3 ранених. Опісля більшовики зігнали всіх жінок і змасакрували їх за те, що «передержували бандерівців». Вечером зловили 3 мужчин.
- 7 березня 1945 р. більшовики в силі понад 1000 бійців (пограничники, вишкільні частини, війська НКВС, істребітелі) перевели акції на с. Спасів, Перв'ятичі, Товмач, Липники. В с. Спасові і Перв'ятичах вивезли 4 родини. Інші повтікали.
- 8 березня 1945 р. в с. Спасові істребітелі арештували 1 дівчину і 2 ранили.
- 14 червня 1945 р. в село прийшли 3 жінки з Волині з підробленими документами. Вони, збираючи по хатах збіжжа на прожиток, вели розвідку.

Уродженці Спасова, які були членами ОУН-УПА:
- Антонюк Андрій Павлович (1922 – 25.12.1949) — стрілець УПА боївки «Жеста». Загинув під час ліквідації загоном військ НКВС криївки надрайонного провідника ОУН Панаса Михайла — «Жеста» у полі біля с. Спасів. Повстанці розрядили свої пістолети у себе. Місце поховання невідоме;
- Богайко Григорій Степанович (1930 – ?) — член ОУН, в'язень ГУЛАГу;
- Божило Іван (1916 – ?) — стрілець УПА. Загинув у 1944 р. в бою з військами НКВС у с. Спасів. Похований у с. Спасів;
- Братко Василь Степанович (1912–1941) — член ОУН, замордований агентами НКВС у львівських «Бригідках»;
- Братко Григорій Кирилович (1914–1941) — член ОУН, замордований агентами НКВС у львівських «Бригідках»;
- Братко Микола Степанович (1926–1946) — стрілець УПА. Загинув у 1946 р. в бою з військами НКВС у с. Шарпанці, похований у Шарпанцях;
- Бузікевич Василь Маркович (1922–1946) — стрілець УПА. Загинув у 1946 р. в бою з військами НКВС під час облави в с. Спасів. Похований у с. Спасів;
- Бузікевич В. С. (? – 17.12.1945) — стрілець УПА боївки «Колоса». Загинув 17.12.1945 р. під час облави загону військ НКВС у с. Спасів;
- Бузікевич Іван Павлович (1919–1941) — член ОУН. 1941 року арештований агентами НКВС. Під час слідства втік з тюрми. Розстріляний німцями у 1941 р.в с. Спасів. Похований у с.Спасів;
- Гаврилюк Василь Митрофанович (1924–1946) — стрілець УПА, зв’язковий. Поранений в бою з військами НКВС у 1946 р. в с. Шарпанці. Помер від ран у 1946 р. в с. Спасів;
- Гаврилюк Степан ― «Вітовський», «Охрім», «Чуйкевич» (Назар Осип) (1923 – 19.10.1950) ― провідник Горохівського РП ОУН, застрілився в криївці в с. Марковичі під час облави;[8]
- Гой Василь Олексійович (1916 – ?) — стрілець УПА, в'язень ГУЛАГу;
- Гой Іван Ількович (1912–1948) — стрілець УПА. Загинув у 1948 р. в бою з військами НКВС у с. Забава. Похований у с. Спасів;
- Грицай Євген Онуфрійович (1923–1941) — член ОУН, замордований агентами НКВС у львівських «Бригідках». Місце поховання невідоме;
- Грицай Іван Гнатович (1922–1993) — стрілець УПА, в'язень ГУЛАГу. Похований у с. Спасів;
- Грицай Роман Іванович (1924 – 19.03.1946) — стрілець УПА. Загинув у бою з військами НКВС 19.03.1946 р. в с. Спасів. Похований у с. Спасів;
- Гулай Григорій Осипович — «Гордий» (1927–1991) — стрілець УПА, в'язень ГУЛАГу. Похований у м. Сокаль;
- Гупало Дмитро Миколайович (1924 – ?) — стрілець УПА, в'язень ГУЛАГу. Похований у смт. Олесько;
- Гупало Степан Миколайович (1932 – ?) — член молодіжної організації ОУН «Юнацтво», в'язень ГУЛАГу;
- Дацюк Іван Іванович (1921–1943) — член ОУН, референт-пропагандист. Загинув у Похідній групі в 1943 р. на Східній Україні. Місце поховання невідоме;
- Дацюк Микита Іванович — «Ґотур» (1917 – 13.12.1944) — член ОУН, окружний провідник ОУН Сокальщини (осінь 1942), слідчий референтури Служби безпеки ОУН Сокальського округу (1943-1944). Загинув в Розжалівській облаві;
- Дещиця Григорій Андрійович (1926 – ?) — стрілець УПА з 1944 р., в'язень ГУЛАГу;
- Дещиця Іван Миколайович (1909–1944) — член ОУН. Загинув під час облави військ НКВС у 1944 р. в с. Спасів. Похований у с. Спасів;
- Дещиця Йосип Миколайович (1922–1953) — член ОУН, стрілець Служби безпеки ОУН. Загинув під час облави військ НКВС у 1953 р. у с. Спасів. Місце поховання невідоме;
- Дещиця Семен Прокопович — стрілець УПА, в'язень ГУЛАГу;
- Дещиця Сильвестр Вавринович — «Сіроманець» (09.10.1909 – ?) — з 1936 р. член ОУН, політичний в'язень польських тюрем. Районний провідник ОУН, член бойової групи «Вовки» у 1937 р. У липні 1939 р. поранений поляками в засідці. З 1942 р. в’язень німецьких тюрем, в'язень ГУЛАГу. Похований у с. Спасів;
- Іванчук Андрій Павлович (1921–1944) — стрілець боївки Служби безпеки ОУН. Загинув під час облави військ НКВС у 1944 р. в с. Спасів. Похований у с. Спасів;
- Іванчук Іван Дмитрович (1922–1990) — член ОУН, стрілець УПА. В'язень ГУЛАГу. Похований у с. Лещатів;
- Іванчук Іван Тимофійович (25.12.1911 – ?) — член ОУН. Заарештований польською поліцією 05.08.1937 р.;
- Іванчук Петро Семенович (1919–1939) — член ОУН. Замордований польською поліцією у 1939 р. Похований у с. Спасів;
- Іванчук Федір Барткович (1911–1944) — стрілець УПА. Загинув в бою з загоном військ НКВС у 1944 р. в с. Спасів. Похований у с. Спасів;
- Комендат Іван Андрійович (1917–1944) — стрілець УПА. Розстріляний німцями у Львові у 1944 р. Місце поховання невідоме;
- Комендат Федір Андрійович (1913 – ?) — стрілець УПА, в'язень ГУЛАГу. Похований у с. Спасів;
- Костюк Андрій Андрійович (1914–1941) — член ОУН, замордований агентами НКВС у львівських «Бригідках»;
- Лизунець Анастасія Іванівна (1929 – ?) — зв’язкова УПА, ув'язнена ГУЛАГу;
- Лизунець Василь Іванович — «Кавка» (1924–1948) — стрілець УПА, в'язень ГУЛАГу. Помер у ВТТ Воркути;
- Лизунець Григорій Іванович (1905 – липень 1945) — станичний ОУН, в'язень ГУЛАГу. Помер у таборах Караганди;
- Максимець Петро Томович (1913 – червень 1941) — член ОУН, районовий провідник. Загинув у червні 1941 р. під час переходу р. Західний Буг біля с. Ромош. Місце поховання невідоме;
- Максимець Федір Федорович (1919 – ?) — член ОУН, командир «Вільного козацтва»;
- Максимець Ярослав Федорович ― «Рек» (1930 – ?) — член молодіжної організації ОУН «Юнацтво», член ОУН, в'язень ГУЛАГу, громадський діяч;
- Мельник Іван Григорович (1926–1946) — стрілець УПА. Загинув у бою під час облави військ НКВС у 1946 р. в с. Яструбичі. Місце поховання невідоме;
- Мерко Катерина Іванівна (1919 – ?) — зв’язкова ОУН, ув'язнена ГУЛАГу. Похована у с. Спасів;
- Мерко Климентій Петрович (1909 – ?) — член ОУН, в'язень ГУЛАГу. Похований у с. Спасів;
- Назар Дмитро Степанович (1911–1979) — стрілець УПА, в'язень ГУЛАГу. Похований у с. Спасів;
- Назар Йосип Степанович (1923–1946) — стрілець УПА. Загинув під час облави військ  НКВС у 1946 р. в с. Шарпанці. Місце поховання невідоме;
- Назар Ярослав Іванович (1926–1944) — стрілець УПА. Загинув під час облави військ НКВС у 1944 р. в с. Спасів. Похований у с. Спасів;
- Наконечний Василь Антонович (1922–1945) — стрілець УПА. Загинув під час облави військ НКВС у 1945 р. у с. Спасів. Похований у с. Спасів;
- Наконечний  Петро Максимович (1931–1994) — член молодіжної організації ОУН, в'язень ГУЛАГу;
- Наконечний Федір Антонович (1926 – 27.02.1946) — фельдшер районного проводу ОУН. Загинув під час облави військ НКВС в с. Спасів. Похований у с. Спасів;
- Нечай Михайло Григорович (1932–1951) — стрілець УПА. Загинув під час облави військ НКВС в с. Волсвин. Місце поховання невідоме;
- Новосад Павло (1920–1947) — стрілець УПА. Загинув під час облави військ НКВС у с. Шпиколоси. Похований у с. Шпиколоси;
- Новосад Петро (1914–1947) — стрілець УПА. Вбитий агентами НКВС під час облави в с. Спасів. Похований у с. Спасів;
- Палига Тимофій — стрілець УПА. Загинув при нез’ясованих обставинах. Дата смерті і місце поховання невідомі;
- Панас Михайло Савович — «Жест», «Лук» (1918 – 25.12.1949) — член юнацького ОУН (1934–1937), районний провідник (1940–1942, 1944–1949), загинув в криївці в Спасові від облави військ НКВС;[7]
- Панас Феодосія Савівна (1920–1987) — зв’язкова ОУН, ув'язнена ГУЛАГу. Похована в м. Сокаль;
- Плетінка Дмитро Микитович (1902–1946) — стрілець УПА. Загинув під час облави військ НКВС в с. Перетоки. Місце поховання невідоме;
- Прокопчук Василь Іванович (1930 – ?) — член молодіжної організації ОУН, в'язень ГУЛАГу. Похований в с. Спасів;
- Прокопчук Володимир Іванович (01.01.1929 – 17.03.1993) — член молодіжної групи ОУН, в'язень ГУЛАГу. Похований в с. Спасів;
- Прокопчук Григорій Михайлович (1920–1951) — стрілець УПА. Загинув під час облави військ НКВС в с. Боб’ятин. Місце поховання невідоме;
- Прокопчук Павло Романович (1920 – 13.12.1944) — член ОУН, стрілець Служби безпеки ОУН. Загинув в Розжалівській облаві;
- Прокопчук Сильвестр Кирилович (1908–1956) — член ОУН, господарчий УПА, в'язень ГУЛАГу;
- Росоловський Ярослав Федорович (1929–1950) — стрілець УПА. Загинув у бою під час облави військ НКВС в с. Шарпанці. Місце поховання невідоме;
- Савчук Іванна Іванівна (1919 – ?) — господарча ОУН, зв’язкова УПА, ув'язнена ГУЛАГу;
- Семенюк Степан Федорович — «Чорнота» (1922–1953) — районний провідник ОУН. 1953 року підступно захоплений агентами НКВС у полон у с. Тартаків. 1954 року ВТ військ МВС засуджений до розстрілу. Вирок виконано у львівській тюрмі. Місце поховання невідоме;
- Сидор Василь Дмитрович — «Шелест» (24 лютого 1910 – 14 квітня 1949) — полковник УПА, командир оперативної групи УПА-Захід (26 січня 1944 – квітень 1949), крайовий провідник ОУН Карпатського краю, Генеральний суддя ОУН, заступник головного командира УПА. Загинув у землянці разом з дружиною і 4 охоронцями 14.04.1949 р. в бою з загоном Перегінського МДБ, поблизу с. Осмолода. Похований у смт. Перегінське;
- Сидор Володимир Іванович (1925–1948) — стрілець УПА. Загинув в Австрії, під час переходу підрозділу УПА в Західну Німеччину;
- Сидор Нестор Прокопович (1885 – 28.10.1944) — член ОУН, арештований агентами Сокальського МДБ, по дорозі до Сокаля начальник районного МДБ Барвінков зупинив машину в с. Горбків і наказав розстріляти Сидора Нестора;
- Сидор Йосип Пилипович (1921–1945) — член ОУН. Загинув у бою під час облави військ НКВС в с. Спасів. Похований у с. Спасів;
- Сидор (Сушко) Софія Василівна — «Наталка», «Тирса» (1920 – 14 квітня 1949) — дружина командуючого УПА-Захід Сидора Василя — «Шелеста». Загинула в бою з загоном Перегінського МДБ у штабній землянці разом з чоловіком 14.04.1949 р. поблизу с. Осмолода. Похована у смт. Перегінське;
- Сорока Іван Миколайович (1924–1950) — стрілець УПА, кущовий. Загинув під час облави військ НКВС в с. Свитазів. Місце поховання невідоме;
- Сорока Іван Михайлович — «Степовий» (1926 – ?) — член ОУН, стрілець УПА, в'язень ГУЛАГу;
- Ткачук Василь Ілліч (1910 – ?) — член ОУН, господарчий УПА, в'язень ГУЛАГу;
- Троць Степан Йосипович (02.03.1932–03.11.1998) — член «Юнацтва» ОУН, стрілець УПА, в'язень ГУЛАГу. Похований в с. Спасів;
- Федчун Іван Петрович (1926–27.02.1946) — стрілець боївки УПА. Загинув під час облави загону військ НКВС в с. Спасів. Похований у с.Спасів;
- Хмара Захарій (1914–27.02.1946) — стрілець боївки УПА. Загинув під час облави військ НКВС в с. Спасів. Похований у с. Спасів;
- Чоп Іван Павлович (1928 – ?) — стрілець УПА, в'язень ГУЛАГу. Похований в с. Спасів;
- Шевчук Василь Андрійович (1924–1944) — стрілець УПА. Катований і розстріляний агентами НКВС в с. Спасів. Похований у с. Спасів;
- Шеремета Василь Михайлович — «Кривавиць» (1923 – ?) — стрілець УПА, в'язень ГУЛАГу;
- Шеремета Михайло Степанович (1908 – ?) — член ОУН, в'язень ГУЛАГу;
- Юзьвяк Василь Тимофійович (1920–1952) — член ОУН, стрілець Служби безпеки ОУН.  Загинув у бою з військами НКВС в с. Романівка. Місце поховання невідоме;
- Юзьвяк Михайло Іванович (1920–1948) — стрілець УПА. Загинув у бою з військами НКВС в криївці у школі в с. Равщина;
- Яремко Василь Тимофійович (1904–24.07.1952) — член ОУН, в'язень ГУЛАГу;
- Яремко Степан Тимофійович (1913–28.12.2000) — член ОУН, стрілець відділу УПА «Сіроманці», в'язень ГУЛАГу.

Уродженці Спасова, в'язні сталінських виправно-трудових таборів:
Антонюк Анастасія Павлівна (1927 р.н.), Антонюк Павло, Антонюк Іванна Василівна, Білецька Текля Василівна (1916–1990), Білецький Дмитро Іванович, Білецький Іван Остапович (1907–1984), Богайко Григорій Степанович (1930 р.н.), Братко Василь Степанович (1912–1941), Братко Григорій Кирилович (1914–1941), Бузікевич Іван Павлович (1919–1941), Гой Василь Олександрович (1910 р.н.), Гой Василь Олексійович (1916 р.н.), Грицай Євген Онуфрійович (1923–1941), Грицай Іван Гнатович (1922–1993), Гулай Григорій Осипович (1927–1991), Гупало Богдан (1923 р.н.), Гупало Дмитро Миколайович (1924 р.н.), Гупало Степан Миколайович (1932 р.н.), Дещиця Григорій Андрійович (1926 р.н.), Дещиця Семен Прокопович, Дещиця Сильвестр Вавринович (1909 р.н.), Іванчук Іван Дмитрович (1922–1990), Каліновська Ганна Йосипівна (1922 р.н.), Комендат Федір Андрійович (1913 р.н.), Костюк Андрій Андрійович (1914–1941), о. Кошель Степан Йосипович (1912–19.07.1994), Лизунець Анастасія Іванівна (1929 р.н.), Лизунець Василь Іванович (1924–1948), Лизунець Григорій Іванович (1905–1945), Максимець Іван Федорович (17.06.1922–11.07.2004), Максимець Ярослав Федорович (1930 р.н.), Марчук Володимир (1925–1986), Мерко Катерина Іванівна (1919 р.н.), Мерко Климентій Петрович (1909 р.н.), Назар Дмитро Степанович (1911–1979), Наконечний  Петро Максимович (1931–1994), Панас Феодосія Савівна (1920–1987), Прокопчук Василь Іванович (1930 р.н.), Прокопчук Володимир Іванович (01.01.1929 – 17.03.1993), Прокопчук Роман Трофимович (1923 р.н.), Прокопчук Сильвестр Кирилович (1908–1956), Прокопчук Степан Прокопович (1923–1992),  Росоловський Тимофій Федорович (1928 р.н.), Савчук Іванна Іванівна (1919 р.н.), Семенюк Ганна Андріївна (1930–1959), Семенюк Ксенія Гаврилівна (1910–1959), Семенюк Степан Федорович (1922–1953), Сорока Євгенія Григорівна (1924 р.н.), Сорока Іван Михайлович (1926 р.н.), Ткачук Василь Ілліч (1910 р.н.), Троць Степан Йосипович (02.03.1932–03.11.1998), Чоп Іван Павлович (1928 р.н.), Шевчук Ярослав Андрійович (1928 р.н.), Шеремета Василь Михайлович (1923 р.н.), Шеремета Михайло Степанович (1908 р.н.), Яремко Василь Тимофійович (1904–24.07.1952).

## Церквасв. ЙосафатаУГКЦ1871 р.
Попередня дерев`яна церква була збудована в XVIII ст. коштом дідича села Адама Шимановського. 1864 року закладено наріжний камінь під муровану споруду, проєкт якої виконав у 1868 р. дідич села Боянець Ґлоґовський. Будівництво завершене у 1871 р. Це тридільна одноверха церква, ширша нава якої завершена вужчим восьмибічником, вкритим великою банею з ліхтарем. 1888 року для неї Корнило Устиянович намалював великий образ св. Івана Милостивого, патріарха Александрійського.
Під час Другої світової війни церква зазнала пошкоджень, але згодом її відремонтували мешканці.
В роки радянської влади мешканці змушені були молитися по своїх домівках. У будинках Ганни Палиги та Анастасії Панас були обладнані кімнати, в яких проводились Богослужіння. Такі Богослужіння як молебні, Хресну Дорогу проводили Ганна Палига, Текля Дещиця, Анастасія Панас (дружина районного провідника УПА Михайла Панаса ― «Жеста», який загинув у бункері неподалік Спасова). Не забували про своїх вірних і підпільні священники: о. Юрій та о. Ігнатій Янтухи, о. Дам’ян Богун та інші.
У 1941–1953 роках у Спасові служив о. Степан Кошіль, родом із Хлівчан. 1953 року отця заарештували. Забрали просто з церкви. Звинувачували у співпраці з УПА. Отця засудили на 25 років та з часом оправдали і відпустили.
Чотири роки після отця Кошеля в селі не було пароха. При потребі привозили отців із Скоморох, Боб’ятина, Стенятина, Розжалова.
У 1957 році село став обслуговувати о. Мирон Кохалевич, який, щоб не закрили церкву перейшов в РПЦ. Проте, з 1962 року церква була закрита.
Тодішній голова колгоспу Богдан Чепіль домігся ремонту церкви під «Дім урочистих подій». 1988 року спасівці просять у влади дозволу на відкриття церкви. Та хоч влада відмовила, люди самовільно відкрили церкву і вперше за 26 років на храмовий празник св. Йосафата була відправлена Служба Божа в церкві.
У лютому 1990 р. храм повернувся в лоно УГКЦ. Належить до Тартаківського деканату Сокальсько-Жовківської єпархії.

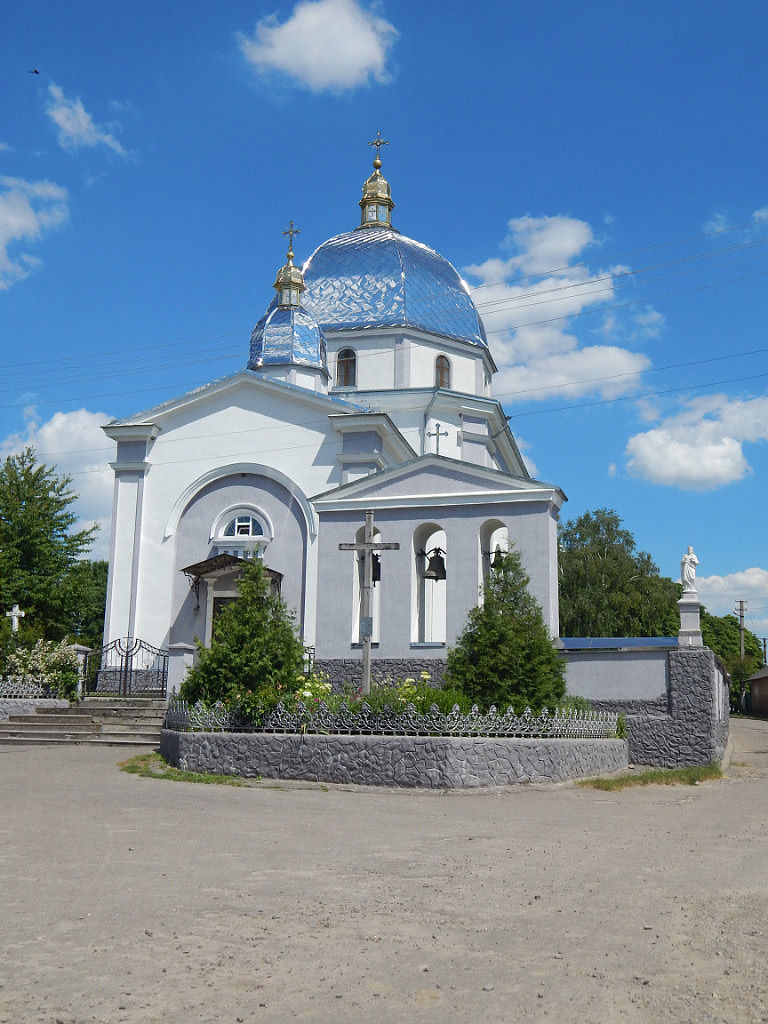
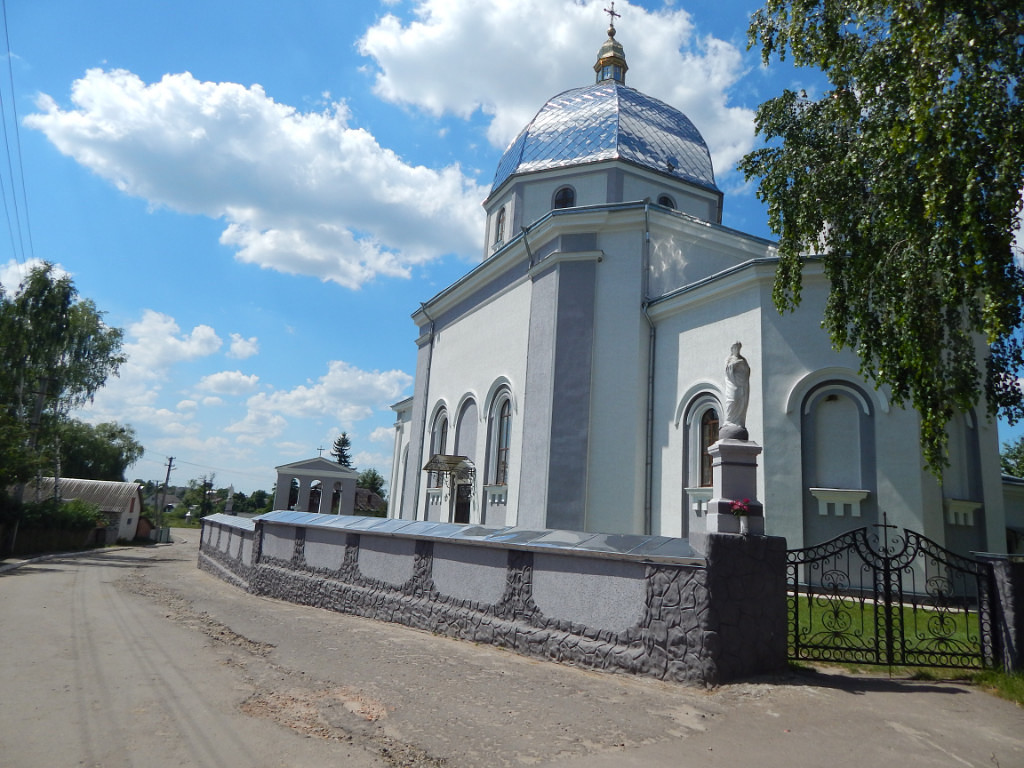
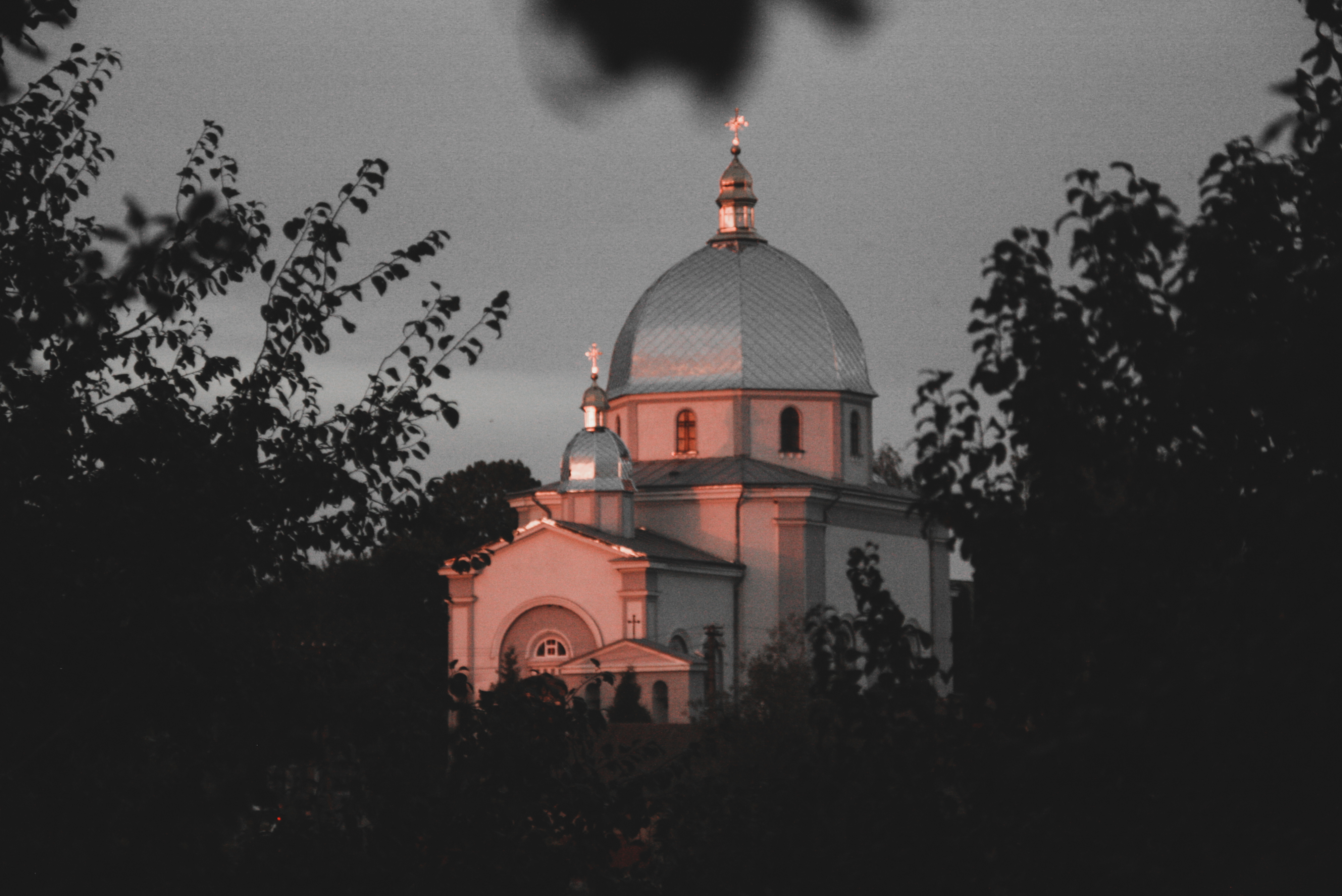
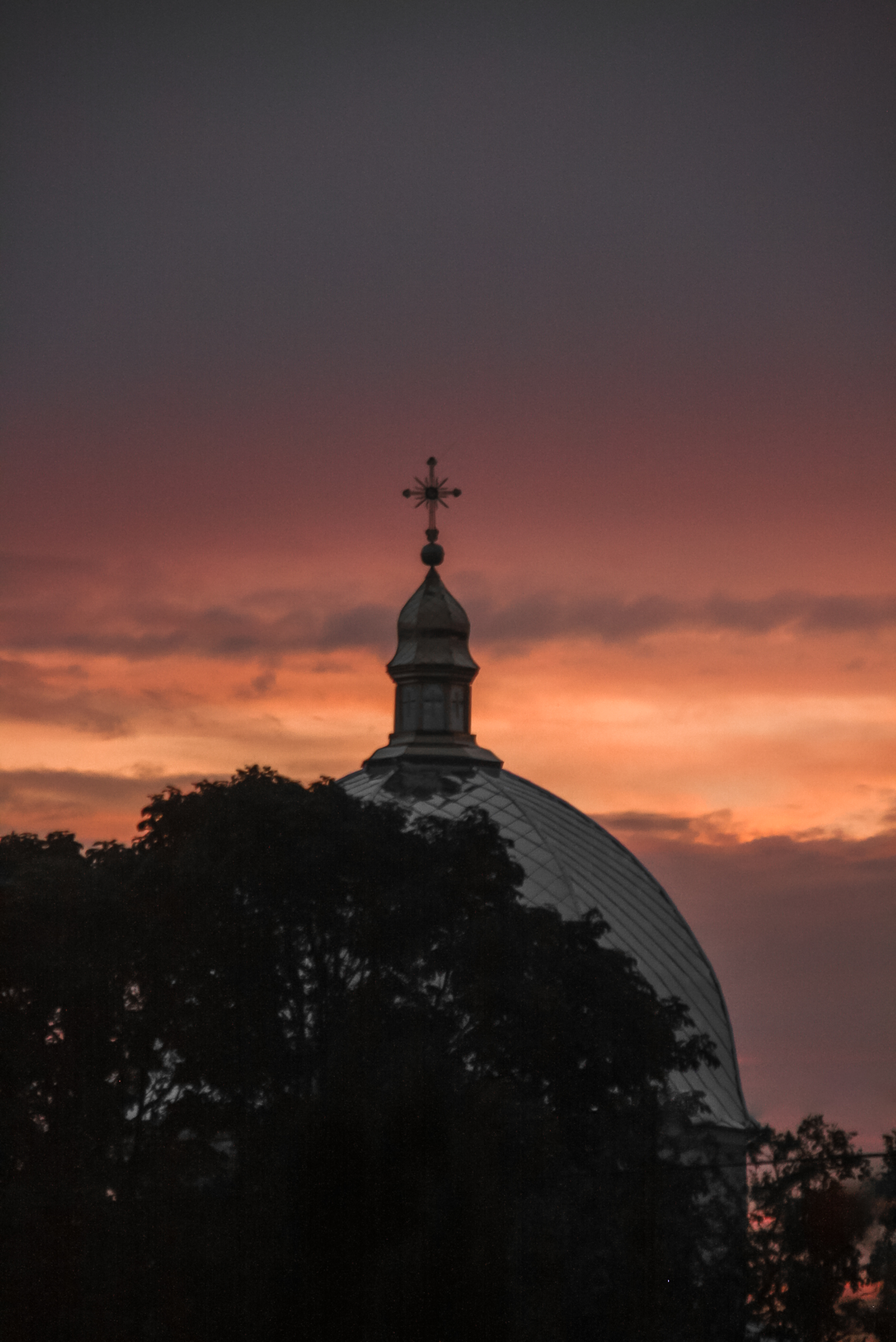

| Роки          | Ім'я                               |
| ------------- | ---------------------------------- |
| 1821-1863     | о. Дам'ян Маґурський               |
| 1864-1910     | о. Тит Ковальський                 |
|               | о. Юрій та о. Ігнатій Янтухи       |
| 1941–1953     | о. Степан Кошіль                   |
|               | о. Володимир Палчинський           |
| ? – 1990      | о. Степан Домашівець               |
| після 1990 р. |                                    |
|               | о. Антоній Масюк                   |
|               | о. Володимир Сокирко               |
|               | о. Іван Дацишків                   |
|               | о. Віктор Батіг                    |
|               | о. Мирон і диякон Атаназій Кулинич |
|               | о. Мар’ян Чернега                  |
|               | о. Григорій Бардак                 |
|               | о. Микола Кук                      |
|               | о. Назарій Лех                     |
|               | о. Єронім Кокоцький                |
|               | о. Дмитро Дмитраш                  |
|               | о. Теодозій Крещак                 |
|               | о. Григорій Планчак                |
|               | о. Йосафат Воротняк                |
|               | о. Атаназій Кулинич                |
| 1993–2000     | о. Павло Кремінець                 |
| з 2000 р.     | о. Андрій Палюх                    |

## Інфраструктура
На захисті громадян працює місцева пожежна команда, створена в 2018 р.
Освіта
Спасівська ЗШ І-ІІ ст. ім. Василя Сидора ― «Шелеста», Дошкільний навчальний заклад (Спасівський ясла-садок).
Культура
Діє Народний дім.
В 2016 році у приміщенні Спасівського ДНЗ було відкрито міні-музей писанок. Це традиційні писанки з воскомим розписом, крашанки, мотанки, круп’янки. Нині тут налічується більше 300 писанок.

## Пам'ятки
- Бронзовий пам'ятник Василю Сидору — «Шелесту», полковнику УПА (скульптор Л. Яремчук, архітектор В.Каменщик), відкритий в 1994 році;

## Відомі люди
Народилися
- Ковальський Тит (1834 ― † 24 березня 1910, Спасів) — священник Перемишльської єпархії ГКЦ, громадський діяч;
- Сидор Василь Дмитрович — «Шелест» (24 лютого 1910 — † 14 квітня 1949, поблизу с. Осмолода, тепер Рожнятівський район, Івано-Франківська область) — полковник УПА, командир оперативної групи УПА-Захід (26 січня 1944 — квітень 1949), крайовий провідник ОУН Карпатського краю, Генеральний суддя ОУН, заступник головного командира УПА;
- Дацюк Микита Іванович — «Ґотур» (1917 р. — † 13 грудня 1944 р., Розжалів) — член ОУН, окружний провідник ОУН Сокальщини (осінь 1942), слідчий референтури Служби безпеки ОУН Сокальського округу (1943-1944);
- Прокопчук Павло ― «Туган» (1920  — † 13 грудня 1944, Розжалів) — окружний господарчий референт ОУН Сокальщини;
- Дінець Богдан Ілліч ― «Самур» (1924 — † 13 грудня 1944, Розжалів) — повітовий референт Служби безпеки ОУН(р) Сокальщини;
- Дещиця Андрій Богданович (нар. 22 вересня 1965) — український дипломат, Надзвичайний і повноважний Посол, виконувач обов'язків Міністра закордонних справ України з 27 лютого по 19 червня 2014 року. З 13 жовтня 2014 року — Надзвичайний і Повноважний Посол України в Польщі.

Загинули
- Панас Михайло Салович — «Жест», «Лук» (1918, Спасів – † 25.12.1949) — член юнацького ОУН (1934–1937), районний провідник (1940–1942, 1944–1949), загинув в криївці в Спасові від облави військ НКВС;
- Скопик Володимир ― «Борознюк» (1923, Ордів – † 25.12.1949) ― боєць відділу УПА під командуванням «Шумського», згодом під «Штилем», перейшов рейдом Польщу, зв'язківець при районному проводі Радехівщини (1947–1949), загинув в криївці в Спасові від облави військ НКВС;
- Трачек Василь — «Мотиль» (1929, Радванці – † 25.12.1949) — зв'язковий при районному проводі Радехівщини (1949), загинув в криївці в Спасові від облави військ НКВС;[7]

## Боротьба жителів села за українську самостійну соборну державу
Із проголошенням незалежності України в селі була створена комісія, яка збирала свідчення про депортації, репресії та боротьбу жителів села у передвоєнні, воєнні та повоєнні роки. 

### Склад комісії
1. Грабовий Василь
2. Чоп Йосип
3. Дещиця Сильвестр
4. Яремко Степан
5. Шеремета Василь
6. Барановський Дмитро
7. Росоловський Тимко
8. Мусій Іванна
9. Панас Анастасія
10. Шеремета Михайло
11. Юзв’як Левко

### Родини, вислані в Казахстан 1939-41 рр.
| № | Прізвище, ім’я та по-батькові  | Рік народження | Рік повернення (якщо ні то † ) | Місце проживання                | Рік і місце смерті, чи був засуджений |  |
|   | 1                              | 2              | 3                              | 4                               | 5                                     |  |
| 1 | Бузікевич Єфросинія Максимівна | 1886           | 1956                           |                                 | Пом. 1980 р., с. Спасів               |  |
|   | Бузікевич Ганна Павлівна       | 1910           | †                              |                                 | Пом. 1941, Казахстан                  |  |
|   | Бузікевич Петро Павлович       | 1906           | 1956                           |                                 | Пом. 1989 р., с. Спасів               |  |
|   | Бузікевич Катерина Павлівна    | 1926           | 1956                           | м.Червоноград (нині Шептицький) |                                       |  |
|   | Бузікевич Марія Павлівна       | 1929           | 1956                           | м.Миколаїв                      |                                       |  |
| 2 | Дацюк Христина Семенівна       | 1882           | †                              |                                 | Пом. 1943, Казахстан                  |  |
|   | Дацюк Хима                     | 1908           | †                              |                                 | Пом. 1943, Казахстан                  |  |
| 3 | Дещиця Іван Вавринович         | 1909           | 1956                           | с. Спасів                       |                                       |  |
|   | Дещиця Єфросинія Ільківна      | 1910           | 1956                           | с. Спасів                       |                                       |  |
|   | Дещиця Марія Микитівна         | 1885           | 1956                           | с. Спасів                       | с. Спасів, пом. 1973 р.               |  |
|   | Дещиця Лука Семенович          | 1882           | 1946                           | с. Спасів                       | с. Спасів, пом. 1949 р.               |  |
|   | Дещиця Єфросинія Степанівна    | 1883           | 1946                           | с. Спасів                       | с. Спасів, пом. 1958 р.               |  |
|   | Дещиця Любов Іванівна          | 1937           | 1956                           | с. Спасів                       |                                       |  |
|   | Дещиця Степан Вавринович       | 1911           | 1956                           | с. Спасів                       |                                       |  |
|   | Дещиця Михайло Іванович        | 1948           | 1956                           | м. Львів                        | нар. в Казахстані                     |  |
| - | ------------------------------ | -------------- | ------------------------------ | ------------------------------- | ------------------------------------- |  |

Всього вислано 10 родин — 45 осіб
Померли в Казахстані — 19 осіб
Засуджені на засланні та ув’язнені: Яремко Василь Тимофійович (10 років), Панас Феодосія Савівна (8 років)
Повний Список наведено нижче (“клікніть” двічі щоб отримати виразне зображення). 
Остання передвоєнна депортація відбулась наприкінці травня 1941 року. Росіяни мали на меті залякати та впокорити населення, що проживало на кордоні з тою частиною Польщі, яку окупувала Німеччина. Проте цей злочин викликав ненависть до радянської окупаційної влади та різке зростання рядів Організації Українських Націоналістів, про що свідчить Таблиця в наступному параграфі. У ній наведено список жителів села — членів ОУН та воїнів Української Повстанської Армії. Стрічаємо прізвища, які збігаються з прізвищами усіх десяти родин, депортованих у 41-му до Казахстану: Бузікевич, Дещиця, Максимець та інші. Про те, як відбувалось вивезення та що чекало депортованих на чужині можемо судити зі спогадів Григорія Яремка, якому в травні 41-го виповнилось всього десять років.

### Жителі Спасова — воїни УПА та члени ОУН
Збройну боротьбу провадив 61 житель села — члени Організації українських націоналістів та стрільці Української повстанської армії (“клікніть” двічі щоб отримати виразне зображення Таблиці).

### Родини, репресовані в 1944—1952 рр., та вивезені в Сибір та на Далекий Схід
На початок 2-ї Світової війни в селі проживало 220 родин, 994 мешканці. Репресовано 54 родини — 231 чоловік. В Сибіру загинула 31 людина.
 Повоєнні депортації були набагато масштабнішими (клацніть двічі щоб отримати виразне зображення Таблиці). Порівнявши її із списком, наведеним у попередньому параграфі бачимо, що вивозились родичі бійців УПА та членів ОУН.

### Григорій Яремко: Трагічна історія моєї родини
Мій дідо Тимофій Яремко, 1866 р. н., служив в австрійській армії у званні цугс-фюрера (молодший командний склад). Був одружений з Тетяною, до шлюбу Соляр, родом з с. Перв'ятичі Сокальського р-ну. Вони мали чотирьох синів: Петра (1906 р. н.), Богдана (1909 р. н.), Степана (1912 р. н.), і Василя (1904 р. н.), мого батька. Під час першої світової війни дідо зголосився добровольцем в австрійську армію. Брав участь в бою з царськими військами на горі Маківка. В 1915р. при захисті Перемишля, після тривалої облоги коли гарнізон був доведений до голоду, потрапив у полон. Полонених вояків завезли в Ташкент, де вони масово вмирали, і лише після втручання міжнародного Червоного Хреста їх перевезли в Харківську губернію.
Повернувся дід з полону у 1917р., заснував у с. Спасів «Просвіту» та товариства «Січ» (вишкіл проводив Марко Мельник) і «Луг» (вишкіл проводив Семенюк родом з с. Перв'ятичі). В громадській роботі брали активну участь також Микита Мельник і Олексій Іванчук, які діяли в с. Спасів.
За часів існування ЗУНР був військовим комісаром села. В селі був спиртзавод, і перед приходом поляків, щоб спиртом не заволоділи поляки, наказав вилити його на землю. За це був підданий тортурам польською армією. Помер в 1948 році в с. Спасів. Його сини були виховані свідомими українцями.
Старший син, Василь, був одружений з Анастасією, з дому Буцко, родом з с. Перв’ятичі. Мали четверо синів: Григорія (1930 р. н.), Олексія (1932 р. н.), Євгена (1935 р. н.), Ярослава (1939 р. н.). З 1932 по 1939р. очолював «Просвіту», секретарями були Іван Сидор та Сильвестр Дещиця. В селі був створений церковний хор яким керував Іван Дещиця. При «Просвіті» діяли гуртки: драматичний (керівник Марко Мельник), історично-ідеологічний (керівники Василь Сидор та Петро Максимець), кухарсько-кравецький та «Сільський господар».
```
«Просвіта» не мала свого приміщення, тому доводилося орендувати його у польського пана. Згодом, на зібрані від проведених вистав, концертів і різних культурно-масових заходів кошти, за ініціативи Василя Яремка це приміщення було викуплене в пана, відремонтоване та використовувалося як хата-читальня.
```

Крім культурно-просвітницької роботи «Просвіта» с. Спасів проводила патріотично-виховну роботу серед молоді, завдяки чому в селі сформувались такі nостаті, як полковник УПА Василь Сидор («Шелест»), Сильвестр Дещиця («Сіроманець») — організатор і командир загону «Сірі вовки», Михайло Панас («Жест») — районовий провідник ОУН, та ін. За період з 1944 по 1953 р. із с. Спасів загинуло в битвах УПА і розстріляно НКВД 37 юнаків-патріотів.
У 1918, у віці 14 років мій батько Василь Яремко зголосився до Січових Стрільців, але його не взяли як малолітнього. 1939 року прагнув підтримати боротьбу Карпатської України nроти мадярських окупантів, aлe польські війська до цього не допустили. Для потреб ОУН віддав пару коней разом з возом.
В 1940 р. його викликали до Сокаля органи НКВД і запропонували йому, аби повідомив, коли прийде додому його брат Степан. Він був членом ОУН і перебував на нелегальному становищі (пізніше став вояком УПА). Проте батько категорично відмовився від цієї пропозиції, заявивши енкаведистам, що він своїх рідних не продає.
Пам'ятаю випадок, як батько послав мене вночі до скирти, щоб повідомити прибулу тоді одну поважну особу, що в селі все спокійно, і наказав мені,що якби мене хтось зустрів у дорозі і спитав, куди я йду, то я мав відповісти, що шукаю корову і якщо я не знайду, то батько мене заб'є (хоч батько своїх дітей ніколи не бив). Батьків наказ я виконав.
За те, що ми любили Україну і робили все можливе, щоб вона стала вільною і незалежною, 20 травня 1941 р. нас — батька, матір Анастасію, мене та моїх братів Євгена, Олексія і Ярослава та бабусю Тетяну — за рішенням опертрійки вислали на спецпоселення в Казахстан.
Непрохані гості прийшли вночі, розбудили всіх ударами прикладів у вікна і двері, дорослих посадили у білизні на лави та почали тортури. Коли я попросився за потребою надвір, мене супроводжував солдат, наставивши на мене штик гвинтівки. Дідо був хворий, лежав у ліжку і його на поселення не взяли. Фірою нас відвезли до Стоянова, де загнали в переповнений такими, як ми, вагон. Із села Спасів вислали в цей час десять родин. Це була перша висилка. Люди думали, що їх везуть до лісу на розстріл.
До місця призначення нас везли більше місяця. На станціях тільки дІтям і жінкам дозволяли йти за окропом. Хворим медична допомога не надавалась, померлих в дорозі забирали в окремий вагон і на ходу потяга викидали.
Привезли нас в Південно-Казахстанську область, Пахти-Аральський район, Велико-Олексіївський каучук-радгосп, відділення Кара-Кир. До початку війни батько написав до діда. Коли той довідався де ми опинились, то сказав, щоб ми втікали бо пропадемо. Сам був у тих місцях полоненим і добре, знав, що то за край. 
Поселили в бараках. Наступного дня примусили йти на роботу. Батька направили до коней їздовим, а матІр — на прополку бавовнику. При 50-градусній спеці людей не забезпечили питною водою. Поряд була проточна вода в каналі в якій було повно бактерій: там купалися люди, плавала здохлятина. Про те, що цю воду не можна було пити, ніхто не попередив. Від нестерпної спеки люди пили цю воду, це призводило до масових захворювань. ЗахворІла моя мати. У жовтні 1941 року померла. Не було можливості поховати її за християнським звичаєм, бо не було священика, не було труни. Захворіла на тиф і в 1942р. померла бабуся Тетяна, а невдовзі у цьому ж році помер і наш наймолодший брат Ярослав.
Були введені продовольчі картки на хліб — 200 г чорного глевкого хліба на працюючого та 100 г — на непрацюючого. Батько ходив на роботу, тому за хлібом у черзі стояли ми, діти. Часто ставалося так, що місцеві жителі застосовували силу витісняючи з черги нас, слабших, тому ми часто залишалися без хліба і голодували, бо цього хліба завжди бракувало для «отаварення» всіх людей.
Батько організував гурток з числа висланих українців, які збиралися нелегально, обговорюючи насущні проблеми. Він завжди закликав своїх земляків триматися разом. Але знайшовся провокатор Родіон Луцюк з Волинської області, який доніс органам на батька. За це провокатора призначили бригадиром овочевої бригади.
Батька заарештували і 2 серпня 1946р. засудили на 1О років позбавлення волі плюс З роки позбавлення прав за ст. 58-11, 58-10 ч.2. Покарання відбував у Караrандинській області, в Степному таборі в селищі Джизди, n/я 393-3. Помер 24 липня 1952р., похований на цвинтарі табірного відділення № 5.
Після арешту батька ми, троє маполітніх дітей-сиріт, ще рік поневірялися серед чужих людей, голодні і беззахисні. Ми змушені були щотижня відмічатися в комендатурі. Комендант обзивав нас бандитами і, вийнявши хлібину, розмахував нею перед нашими обличчями, погрожував і матюкався.
Щоб не померти голодною смертю, я влаштувався на роботу візником і працював різноробочим. Після року поневірянь нас забрали в дитячий притулок ім. Крупської, який знаходився в центральній садибі Велико-Олексіївського каучукрадгоспу Пахта-Аральського р-ну. В цьому притулку нас намагалися зрусифікувати, почавши зі зміни мого nрізвища. Мене викликали до директора цього закладу, де поряд з ним сиділа невідома мені особа, котрий запитав у мене, яке у мене прізвище. Я йому відповів: «Яремко», а він пише в якійсь анкеті, що я «Яремков». Я наполягаю на своєму. Так ми сперечалися з ним кілька разів. Далі він запитав, якої я національності. Я відповів, що я українець, а він пише «русский». Я не погоджуюсь, і знову ми сперечаємося. Він тоді говорить: «Какая тєбє разніца, вєдь рускій і украінєц — ето всьо равно». Я йому відповдаю: «Єслі по-вашему всьо равно, то я украінєц». Після цього він вигнав мене зі словами: «Іді отсюда». Я попередив своїх братів і сказав, як вони повинні поводитися в разі їх виклику. І  вони теж не піддалися.
А скільки українських дітей таким способом зрусифікували!
По досягненню 17-річного віку нас по черзі відрахували з дитячого будинку, після чого ми зібралися разом, і твердо вирішили, що нам необхідно вчитися. Я добре пам'ятав наказ-заповіт свого батька: “Виведи своїх братІв у люди, бо ти старший”.
І я почав з себе. В 1950р. поступив і в 1954 р. закінчив Капланбекський сільськогосподарський технікум. Брат Євген поступив у ФЗО в м.Ташкенті, а брату ОлексІю я сказав, щоб він працював в радгоспі, закінчив 7 класів, і що коли я закінчу технікум, то заберу його до себе і пішлю на навчання. Мою пораду він виконав. Після закінчення технікуму мене в обов'язковому порядку направили на цілину в Кокчетавську область. Там я працював у радгоспі бригадиром тракторної бригади, потім викладачем в училищі механізації. Викликав до себе брата Олексія, влаштував його в училище, де він вивчився на тракториста пізніше направив його на навчання в технікум меліорації.
Повернувся в Україну в 1958 р. в с Первятичі, до своєї тітки. Вже на другий день після приїзду мене викликав голова сільради Фіrас і запитав: “Ти чого сюди приїхав?“ Я відповів, що приїхав до себе додому. Він далі питає, чи маю я паспорт, я йому показав. Тоді він говорить мені, щоб я терміново прописався. Я запевнив, що встигну прописатися протягом місяця, але мені сказали в сільраді, що мушу прописатися за три дні.
Мені вдалося влаштуватися на роботу в Угнівське училище механізації викладачем без прописки, а прописався я тільки через півроку. Своє навчання продовжив далі, закінчивши в 1966 р. заочно Львівський сільськогосподарський інститут. В 1960р. одружився із Марією, з дому Мацюра. З дружиною переїхав у село Перв'ятичі. Працюючи на різних посадах, постійно відчував на собі від керівництва різні приниження і безпідставні звинувачення, що продовжувалися аж до моменту моєї реабілітації. Мене реабілітували на підставі Закону УРСР від 17.04.1991р. “Про реабілітацію• жертв політичних репресій в Україні”. Спочатку пограбували, винищили людей, а потім реабілітовують. А хто буде відшкодовувати моральні і матеріальні збитки? На мою думку, це повинна робити Російська Федерація як правонаступниця Союзу, а уряд України давно повинен був пред'явити цій правонаступниці відповідний рахунок.
Під час проведення реабілітації у мене відбулася розмова зі слідчим з цього питання. Він викликав до Львова мене і мого дядька Степана Яремка. Дядькові він висловив звинувачення, ніби у нього руки по лікті в крові. Той спитав у слідчого: «Де факти? Раз немає фактів, то до чого ці звинувачення?» А мені той же слідчий сказав, що дивується з того, що ми не стали шпаною, залишившись без батьків в дитячому віці на чужині, і всі троє здобули освіту. На це я йому відповів, що це є підтвердженням того, що наші батьки були порядними, вихованими і освіченими людьми, а не бандитами, як ви їх називали, і що ця порядність і вихованість передалась нам їхніми генами. І ще я йому сказав, що не знаходжу складу злочину свого батька, бо бувши головою «Просвіти», він боровся проти ополячення нашого населення, що таких людей слід вважати героями і ставити їм пам'ятники. На це він відповів, що це було перед війною і тут творилося не знати що, а я йому сказав, що це ви тут творили казна що. Далі я йому зауважив, що в дитячому притулку нам говорили, що СССР найдемократичніша країна в світі, а ви назвіть мені країну, де б дітей у 1О-ти річному віці виселяли з рідних домівок і робили з них політичних засланців. На це він не зміг нічого відповісти. Ще я йому сказав про голод на Великій Україні 32-33 років і про те, що в Галичині Червоний Хрест організовував продовольчу допомогу голодуючим, мій дідо дав для голодуючих два мішки пшениці. Але кінні валки доїхали лише до Збруча, а далі їх не пустили прикордонники, заявивши: «Не робіть наклеп на молоду радянську республіку, ніякого голоду у нас немає.»
Зараз я є членом СПВУ і членом КУНу. Пам'ятаючи настанову свого батька про необхідність навчання наших дітей, я зміг дати освіту і своїм дітям. Дочка Галина закінчила Львівський сільськогосподарський інститут, працює економістом, а син Юрій закінчив Львівський університет ім. Ів. Франка, захистив кандидатську дисертацію і працює в Інституті фізики конденсованих систем на посаді старшого наукового співробітника.
Брат Євген закінчив Ташкентський індустріальний технікум та заочно Ташкентський Середньоазіатський університет, зараз на пенсії, прийняв українське громадянство і проживає в Ташкенті на правах іноземця. Мріє про повернення в Україну, але поки не може з матеріальних причин. Брат Олексій проживає в Ростовській області. Моєї настанови він не забув та дотримується українського патріотизму, живе, радіючи та боляче переймаючись українськими справами. Судячи з його листів, він в курсі політичного, економічного і соціального становища в Україні.